# Kamenka (ort i Kazakstan)
Kamenka (ryska: Каменка) är en ort i Kazakstan.   Den ligger i oblystet Västkazakstan, i den västra delen av landet, 1 500 km väster om huvudstaden Astana. Kamenka ligger 69 meter över havet och antalet invånare är 6 980.
Terrängen runt Kamenka är huvudsakligen platt. Kamenka ligger nere i en dal. Runt Kamenka är det mycket glesbefolkat, med 2 invånare per kvadratkilometer. Det finns inga andra samhällen i närheten. Trakten runt Kamenka består i huvudsak av gräsmarker.